# Drosophila artigena
Drosophila artigena är en tvåvingeart som beskrevs av Elmo Hardy 1965. Drosophila artigena ingår i släktet Drosophila och familjen daggflugor.
Artens utbredningsområde är Hawaii.